# プット

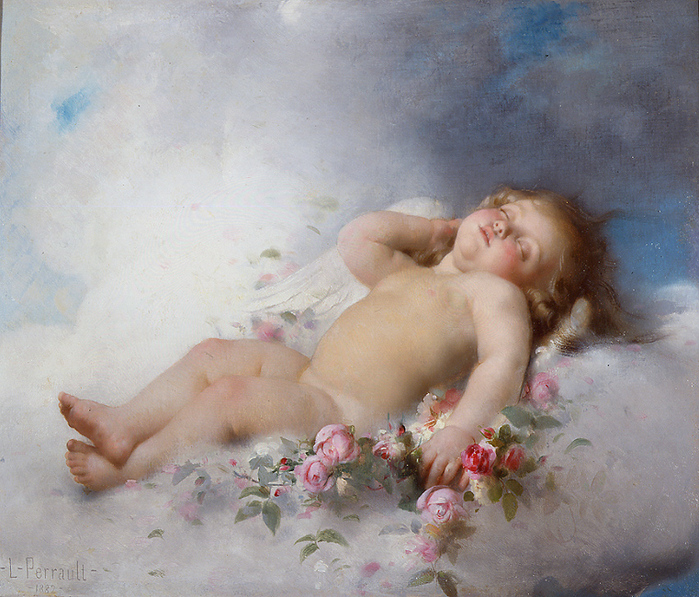
ペロー 画「眠れるプット」(1882)

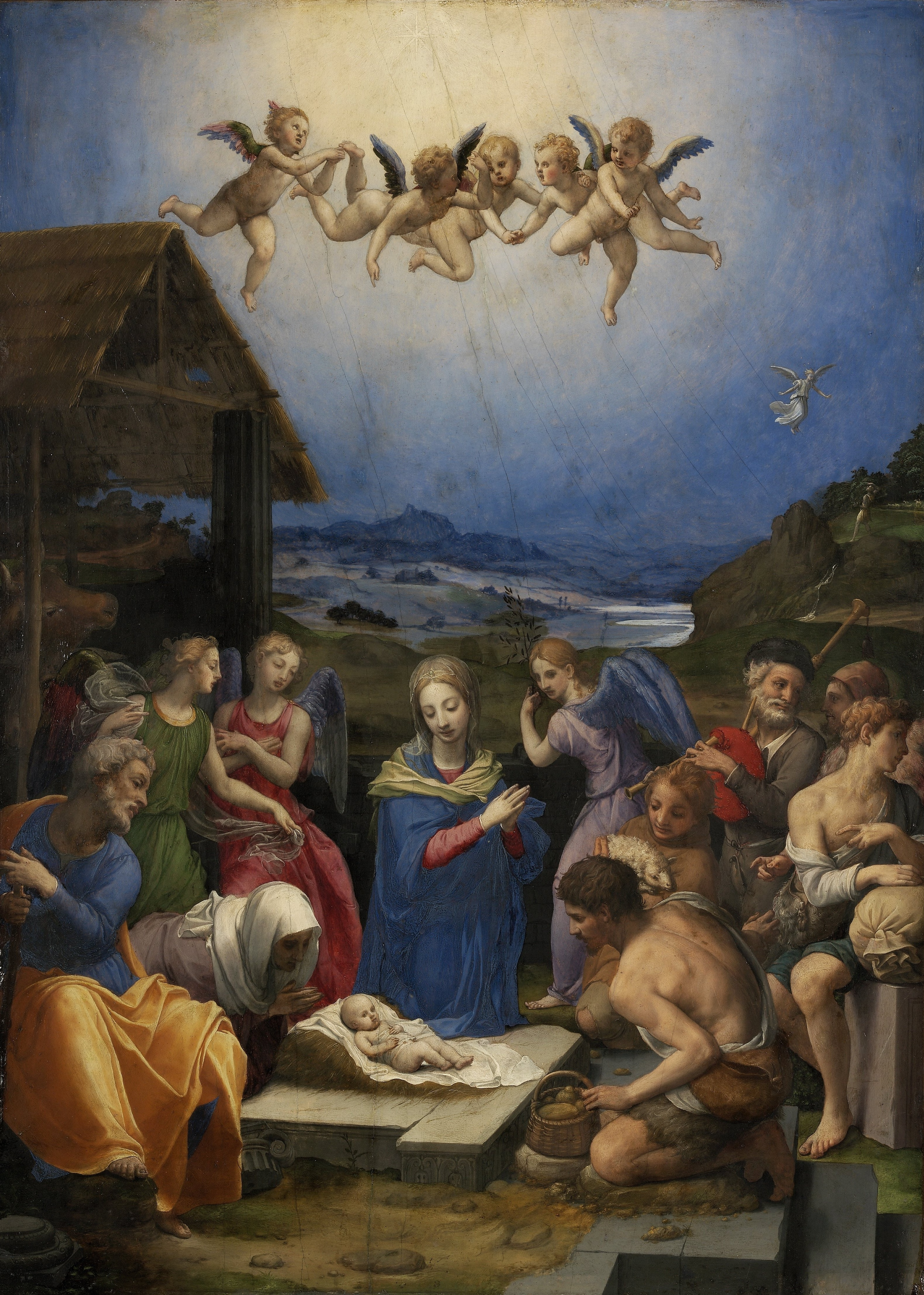
ブロンズィーノ画「羊飼いの礼拝」。ストーリーと関係の薄いプット数体が上空を舞っている。

プット (putto) は、ルネサンス美術に描かれる、翼の生えた裸の幼児（男児）の図像である。しばしば複数体描かれ、複数形のプッティ (Putti) とも呼ばれる。
プットは、智天使（ケルビム）の別の姿であるとされる。天使は、中世には怪物のような姿で描かれてきたが、不老とされたのが誇張され、ルネサンス期には幼児に描かれるようになった。ただし、天使の本来の宗教的意味は失われており、単なる飾りとして描かれることが多い。
あるいは、ローマ神話のクピードー（キューピッド、アモール）もしくはギリシア神話のエロースであるともされる。天使のプットとほとんど同じように描かれるが、題材がキリスト教のときは天使で、喇叭や竪琴などの楽器を持っており、題材がギリシャ・ローマ神話の場合はクピードー/エロースであり、弓矢を持っている。